# مجمع اقتصادی اوراسیا

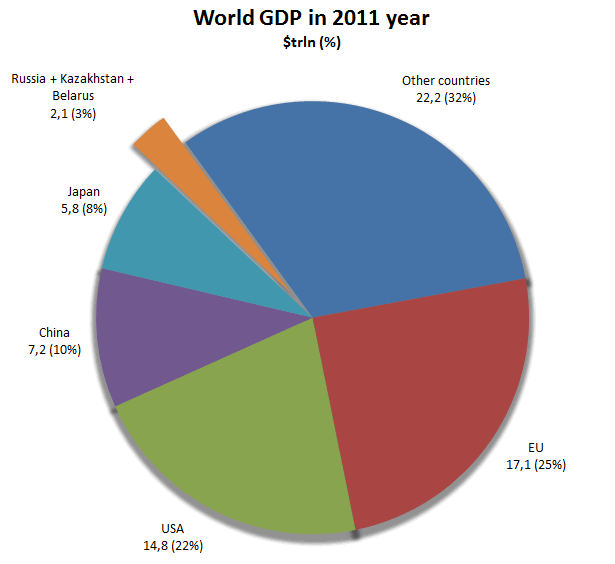
جی دی پی جهانی

اتحادیه اقتصادی اوراسیا (EAEU یا EEU) [یادداشت 1] اتحادیه اقتصادی برخی از کشورهای پس از فروپاشی شوروی واقع در اوراسیا است. معاهده اتحادیه اقتصادی اوراسیا در 29 می 2014 توسط رهبران بلاروس، قزاقستان و روسیه امضا شد و در 1 ژانویه 2015 لازم الاجرا شد.[5] معاهدات با هدف الحاق ارمنستان و قرقیزستان به اتحادیه اقتصادی اوراسیا به ترتیب در 9 اکتبر و 23 دسامبر 2014 امضا شد. معاهده الحاق ارمنستان در 2 ژانویه 2015 لازم الاجرا شد. معاهده الحاق قرقیزستان در 6 اوت 2015 لازم الاجرا شد.[6] قرقیزستان از روز تأسیس EAEU به عنوان یک کشور ملحق در EAEU شرکت کرد.[7][8]